# Nigel Godrich
Nigel Timothy Godrich (sinh ngày 28 tháng 2 năm 1971) là một nhà sản xuất nhạc, kỹ sư thu âm và nhạc sĩ người Anh. Ông nổi tiếng nhờ hợp tác làm việc cùng ban nhạc rock Radiohead; họ đã cùng nhau cho ra đời tất cả các album phòng thu kể từ OK Computer (1997) và hầu hết các nhạc phẩm trong sự nghiệp solo của ca sĩ Thom Yorke. Ông là thành viên của ban nhạc Atoms for Peace (với Yorke) và Ultraísta. Godrich còn từng làm việc với các tên tuổi trong làng âm nhạc như Beck, Paul McCartney, U2, R.E.M., Pavement và Roger Waters. Ông là nhà sáng lập của dự án sê-ri web âm nhạc From the Basement.